# Giampaolo Ceramicola
Giampaolo Ceramicola (Rimini, 10 aprile 1964) è un allenatore di calcio ed ex calciatore italiano, di ruolo difensore, tecnico in seconda del San Marino.

## Carriera

### Calciatore
La sua prima esperienza professionistica risale alla stagione 1981-1982 con la maglia del Rimini, in Serie B. La stagione si conclude con la retrocessione dei romagnoli e il giovane Ceramicola viene ceduto in prestito alla Pistoiese, sempre nel campionato cadetto. Nella squadra del presidente Marcello Melani, il difensore si distingue per dinamismo e acume tattico ed è una pedina fondamentale nello scacchiere dell'allenatore Enzo Riccomini. Viene schierato sia nel ruolo di difensore sia in quello di centrocampista, disponendo di un buon piede, discreta elevazione e ottima tecnica di base. L'anno successivo, forte di 21 presenze in cadetteria con la maglia arancione, che contribuiscono in modo determinante alla salvezza della squadra, torna al Rimini, che milita in Serie C1. Dal 1983 al 1986 milita nel Rimini e nell'Ancona.
Nel 1986 passa al Brescia e arriva l'opportunità di giocare in Serie A. Nel primo campionato in massima categoria colleziona 24 presenze e mette a segno un gol alla 25ª giornata, nella partita Torino-Brescia (2-2). Negli anni successivi veste le maglie di Cesena, Ancona, Bari e Salernitana, alternandosi tra Serie A e B. Nel 1991 viene acquistato dal Lecce, con cui ottiene, al secondo tentativo, la promozione in massima serie, ma l'esperienza in Serie A dura solo una stagione, dato che i pugliesi patiscono una brutta retrocessione. Dopo il negativo campionato cadetto 1994-1995, che si conclude con la retrocessione del Lecce in Serie C1, Ceramicola lascia il Salento e si trasferisce a Reggio Calabria, dove con la maglia della Reggina disputa un campionato di Serie B. Nel 1997 chiude la carriera professionistica al Montevarchi.

### Allenatore
Dopo aver allenato nelle categorie dilettantistiche il Misano e il Fontanelle di Riccione, dal 2009 entra a far parte dello staff di Egidio Notaristefano, che segue rivestendo il ruolo di vice-allenatore alla SPAL, al Carpi e poi all'Alessandria. 
Nella stagione 2016-2017 ricopre l'incarico di allenatore della formazione sammarinese della Juvenes, a cui fanno seguito le esperienze da vice allenatore della Vis Pesaro e della squadra di club del San Marino, frammezzate da un'esperienza in Senegal alla Mbour Petite Cote.

## Palmarès

### Club

#### Competizioni nazionali
- Serie C1: 1

Lecce: 1995-1996

#### Competizioni internazionali
- Coppa Mitropa: 1

Bari: 1990